# VF Group-Bardiani CSF-Faizanè/Saison 2025
Diese Liste beschreibt die Mannschaft und die Siege des Radsportteams VF Group-Bardiani CSF-Faizanè in der Saison 2025.

## Mannschaft
| Teamkader 2025          | Teamkader 2025     | Teamkader 2025 | Teamkader 2025                         |
| Name                    | Geburtsdatum       | Land           | Vorheriges Team                        |
| ----------------------- | ------------------ | -------------- | -------------------------------------- |
| Federico Biagini        | 20. Juni 2003      | Italien        | Zalf Euromobil Fior (2023)             |
| Filippo Cettolin        | 23. Juni 2006      | Italien        |                                        |
| Luca Colnaghi           | 14. Januar 1999    | Italien        | Zalf Euromobil Fior (2021)             |
| Lorenzo Conforti        | 22. Mai 2004       | Italien        |                                        |
| Luca Covili             | 10. Februar 1997   | Italien        | Mastromarco Sensi Nibali (2018)        |
| Edward Cruz             | 5. Juli 2006       | Kolumbien      |                                        |
| Santiago Ferraro        | 20. September 2006 | Italien        |                                        |
| Filippo Fiorelli        | 19. November 1994  | Italien        | Delio Gallina-Colosio (2016)           |
| Martin Santiago Herreño | 13. September 2006 | Kolumbien      |                                        |
| Filippo Magli           | 29. April 1999     | Italien        |                                        |
| Martin Marcellusi       | 5. April 2000      | Italien        |                                        |
| Alessio Martinelli      | 26. April 2001     | Italien        | Colpack-Ballan (2021)                  |
| Andrea Montagner        | 15. Februar 2006   | Italien        |                                        |
| Luca Paletti            | 5. Juni 2004       | Italien        |                                        |
| Alessandro Pinarello    | 12. Juli 2003      | Italien        |                                        |
| Mattia Pinazzi          | 4. April 2001      | Italien        | Arvedi Cycling (2023)                  |
| Vicente Rojas           | 30. April 2002     | Chile          | Swift Carbon Pro Cycling Brasil (2022) |
| Matteo Scalco           | 25. Juni 2004      | Italien        |                                        |
| Mattia Stenico          | 26. September 2006 | Italien        | Team F.lli Giorgi ASD (2024)           |
| Manuele Tarozzi         | 20. Juni 1998      | Italien        | #inEmiliaRomagna Cycling Team (2021)   |
| Alex Tolio              | 30. März 2000      | Italien        | Zalf Euromobil Fior (2021)             |
| Filippo Turconi         | 20. Oktober 2005   | Italien        |                                        |
| Enrico Zanoncello       | 2. August 1997     | Italien        | Zalf Euromobil Désirée Fior (2020)     |
|                         |                    |                |                                        |
| Quelle: ProCyclingStats |                    |                |                                        |

## Siege
| Siege | Siege  | Siege | Siege  | Siege  | Siege |
| Datum | Rennen | Staat | Klasse | Sieger |       |
| ----- | ------ | ----- | ------ | ------ | ----- |

## UCI-Weltranglisten-Platzierungen
| UCI-Ranking | UCI-Ranking | UCI-Ranking | UCI-Ranking |
| Fahrer      | Fahrer      | Land        | Punkte      |
| ----------- | ----------- | ----------- | ----------- |